# Голицын, Михаил Григорьевич
Михаил Григорьевич Голицын (1808—1868) — князь; поэт, публицист.

## Биография
Отец ― генерал-адъютант Г. С. Голицын, пензенский губернатор (1811―1816). Мать ― Екатерина Ивановна, урождённая графиня Соллогуб (ум. 1824). Брат С. Г. Голицына, двоюродный брат В. А. Соллогуба. Воспитывался за границей. Служил в Саратовском губернском правлении (губернский секретарь). Уволен в отставку  по болезни (1853). Автор сборников стихов «Проблески» (1847), «Стихотворения» (1868), в которых варьируются мотивы романтической поэзии и верноподданнического патриотизма. Брошюра Голицина «Просвещение и цивилизация» (1867), в которой просвещение, связываемое прежде всего с православной верой, противопоставлялось «больной» европейской цивилизации и «нигилизму».